# Lord President of the Council
Das Amt des Lord President of the Council ist eine britische Kabinettsposition. Formal besteht die Hauptaufgabe des Amtes darin, den Vorsitz bei Versammlungen des Privy Council zu führen, bei denen u. a. Orders-in-Council erlassen werden. Da diese Pflichten heute nicht mehr viel Zeit in Anspruch nehmen, wird das Amt gerne genutzt, einem (oft hochrangigen) Mitglied der Regierungspartei Kabinettsstatus als Minister ohne Geschäftsbereich zu verschaffen. In neuerer Zeit wurde es üblich, dass der President of the Council zugleich der Regierungsfraktion im Unterhaus oder im Oberhaus vorsaß.
Amtsinhaber ist seit dem 5. Juli 2024 Lucy Powell von der Labour Party.

## Geschichtliches
Der Lord President of the Council ist der vierte unter den Great Officers of State und folgt auf den Lord High Steward (Hofmarschall), den Lord High Chancellor (Lordkanzler) und den Lord High Treasurer (Lordschatzmeister).
Im 19. Jahrhundert war der President of the Council als Kabinettsmitglied u. a. verantwortlich für das Bildungswesen, das zu dieser Zeit noch in den Zuständigkeitsbereich des Privy Council fiel, dessen Einfluss aber im späten 19. und frühen 20. Jahrhundert immer weiter beschnitten worden ist.
Eine besonders wichtige Rolle spielte der Lord President während des Zweiten Weltkriegs als Vorsitzender des Lord President’s Committee, das mit den ökonomischen Problemen befasst war, die die Verteidigung des Landes hervorrief. Ganz wesentlich trug dieses Komitee zum Erfolg der britischen Kriegswirtschaft und schließlich der Kriegsbemühungen bei.
In Koalitionsregierungen aus mehreren Parteien (die in Großbritannien selten sind) wird das Amt des Lord President in Council manchmal für den Parteichef der kleineren Regierungspartei verwendet. Beispiele hierfür sind Clement Attlee von 1943 bis 1945 und Nick Clegg von 2010 bis 2015.
Viele der Lords Presidents waren sehr einflussreiche Politiker, darunter auch zahlreiche Premierminister oder Generalgouverneure und Vizekönige von Indien.

## Lords Presidents 1530–1553
- Charles Brandon, 1. Duke of Suffolk (1530–1545)
- William Paulet, 1. Marquess of Winchester (1546–1550)
- John Dudley, 1. Duke of Northumberland (1550–1553)
- Henry FitzAlan, 19. Earl of Arundel (1553–?)

## Lords Presidents 1621–1631
- Henry Montagu, 1. Earl of Manchester (1621–1628)
- James Ley, 1. Earl of Marlborough (1628)
- Edward Conway, 1. Viscount Conway (1628–1631)

## Lords Presidents seit 1678

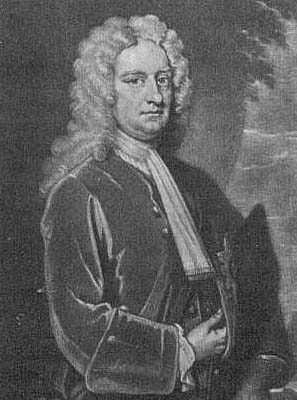
Lord President of the Council Charles Spencer, 3. Earl of Sunderland

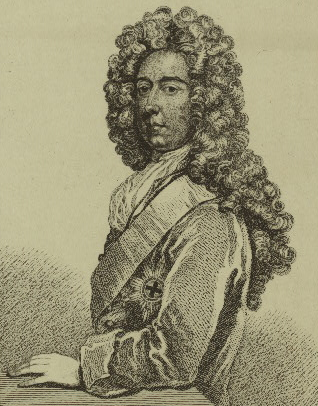
Spencer Compton, 1. Earl of Wilmington

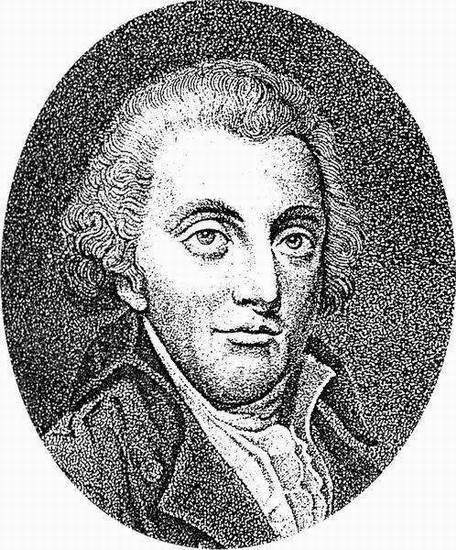
Henry Addington, 1. Viscount Sidmouth

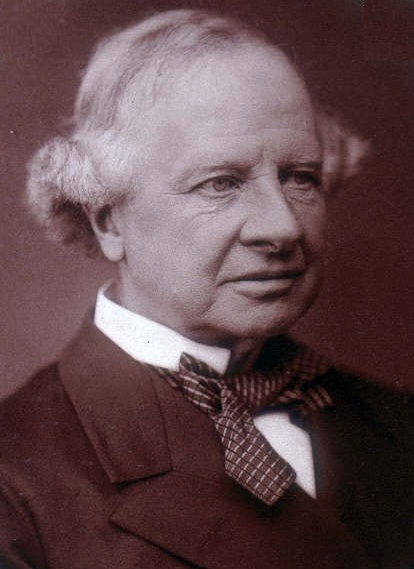
Granville George Leveson-Gower, 2. Earl Granville

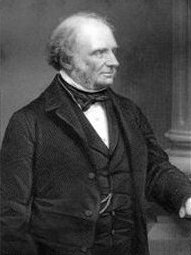
John Russell, 1. Earl Russell

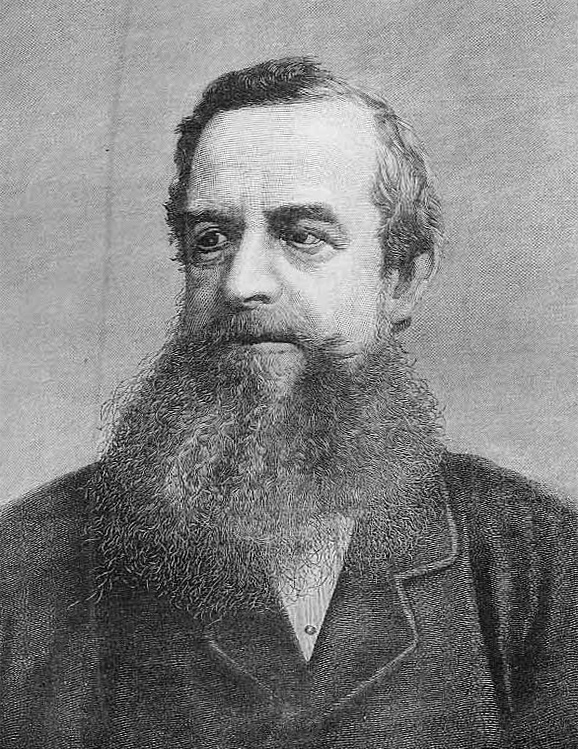
George Robinson, 1. Marquess of Ripon

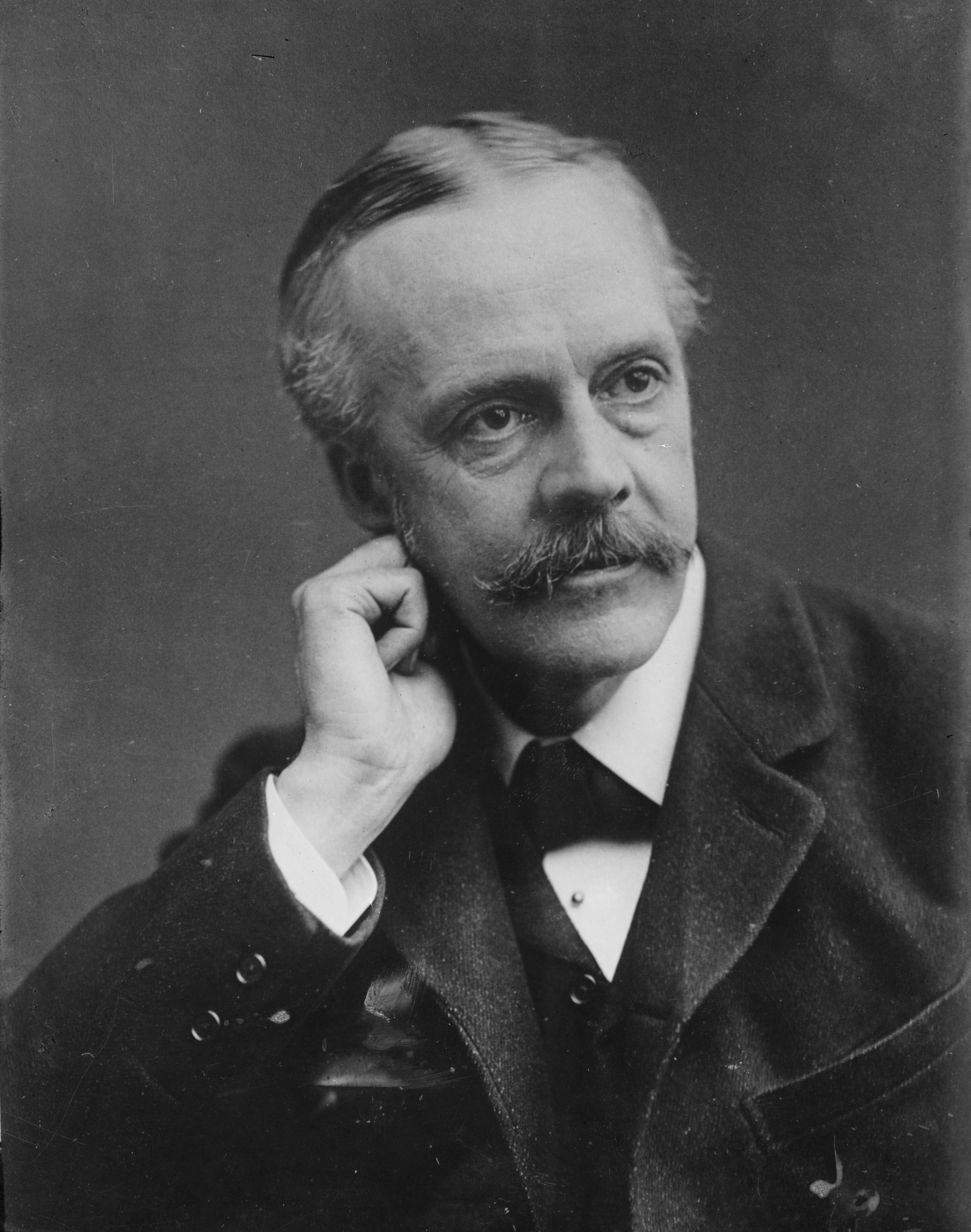
Arthur Balfour

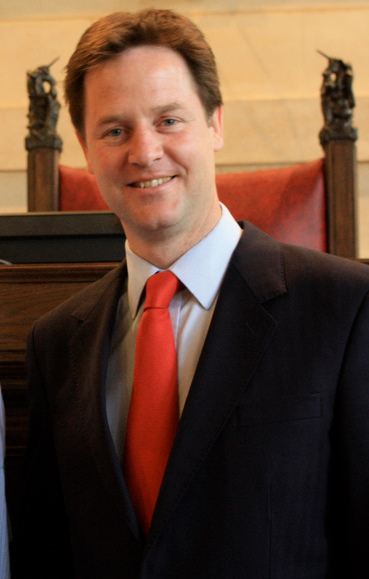
Nick Clegg, Lord President von 2010 bis 2015

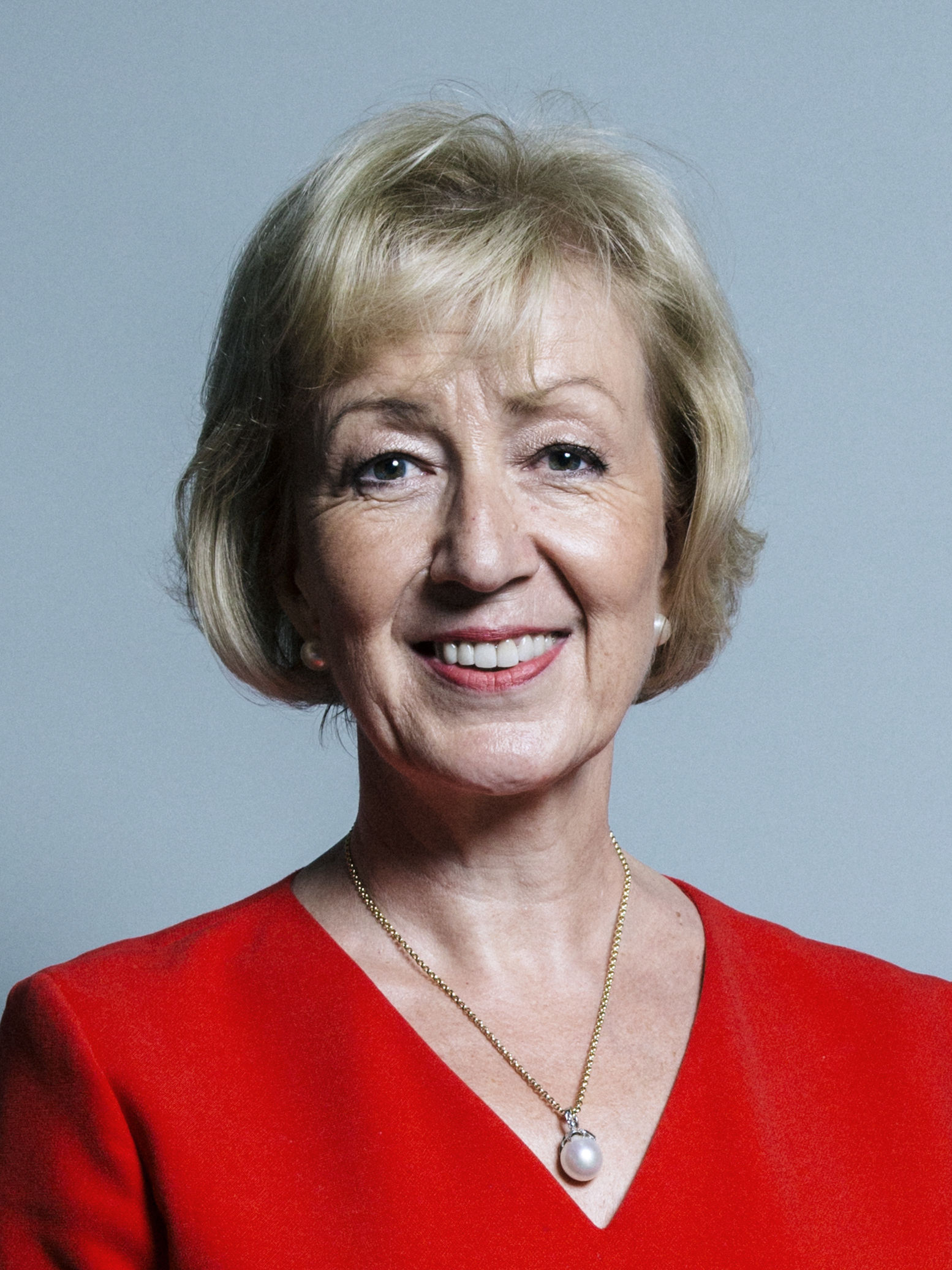
Andrea Leadsom, Lord President von 2017 bis Mai 2019

- Anthony Ashley Cooper, 1. Earl of Shaftesbury (1679)
- John Robartes, 1. Earl of Radnor (1679–1684)
- Laurence Hyde, 1. Earl of Rochester (1684–1685)
- George Savile, 1. Marquess of Halifax (1685)
- Robert Spencer, 2. Earl of Sunderland (1685–1688)
- Thomas Osborne, 1. Duke of Leeds (1689–1699)
- Thomas Herbert, 8. Earl of Pembroke (1699–1702)
- Charles Seymour, 6. Duke of Somerset (1702)
- Thomas Herbert, 8. Earl of Pembroke (1702–1708)
- John Somers, 1. Baron Somers (1708–1710)
- Laurence Hyde, 1. Earl of Rochester (1710–1711)
- John Sheffield, 1. Duke of Buckingham and Normanby (1711–1714)
- Daniel Finch, 2. Earl of Nottingham (1714–1716)
- William Cavendish, 2. Duke of Devonshire (1716–1718)
- Charles Spencer, 3. Earl of Sunderland (1718–1719)
- Evelyn Pierrepont, 1. Duke of Kingston-upon-Hull (1719–1720)
- Charles Townshend, 2. Viscount Townshend (1720–1721)
- Henry Boyle, 1. Baron Carleton (1721–1725)
- William Cavendish, 2. Duke of Devonshire (1725–1729)
- Thomas Trevor, 1. Baron Trevor (1730)
- Spencer Compton, 1. Earl of Wilmington (1730–1742)
- William Stanhope, 1. Earl of Harrington (1742–1745)
- Lionel Sackville, 1. Duke of Dorset (1745–1751)
- John Carteret, 2. Earl Granville (1751–1763)
- John Russell, 4. Duke of Bedford (1763–1765)
- Daniel Finch, 8. Earl of Winchilsea (1765–1766)
- Robert Henley, 1. Earl of Northington (1766–1767)
- Granville Leveson-Gower, 1. Marquess of Stafford (1767–1779)
- Henry Bathurst, 2. Earl Bathurst (1779–1782)
- Charles Pratt, 1. Earl Camden (1782–1783)
- David Murray, 2. Earl of Mansfield (1783)
- Granville Leveson-Gower, 1. Marquess of Stafford (1783–1784)
- Charles Pratt, 1. Earl Camden (1784–1794)
- William Fitzwilliam, 4. Earl Fitzwilliam (1794)
- David Murray, 2. Earl of Mansfield (1794–1796)
- John Pitt, 2. Earl of Chatham (1796–1801)
- William Henry Cavendish-Bentinck, 3. Duke of Portland (1801–1805)
- Henry Addington, 1. Viscount Sidmouth (1805)
- John Jeffreys Pratt, 2. Earl Camden (1805–1806)
- William Fitzwilliam, 4. Earl Fitzwilliam (1806)
- Henry Addington, 1. Viscount Sidmouth (1806–1807)
- John Jeffreys Pratt, 2. Earl Camden (1807–1812)
- Henry Addington, 1. Viscount Sidmouth (1812)
- Dudley Ryder, 1. Earl of Harrowby (1812–1827)
- William Bentinck, 4. Duke of Portland (1827–1828)
- Henry Bathurst, 3. Earl Bathurst (1828–1830)
- Henry Petty-Fitzmaurice, 3. Marquess of Lansdowne (1830–1834)
- James St. Clair-Erskine, 2. Earl of Rosslyn (1834–1835)
- Henry Petty-Fitzmaurice, 3. Marquess of Lansdowne (1835–1841)
- James Stuart-Wortley, 1. Baron Wharncliffe (1841–1845)
- Walter Montagu Douglas Scott, 5. Duke of Buccleuch (1846)
- Henry Petty-Fitzmaurice, 3. Marquess of Lansdowne (1846–1852)
- William Lowther, 2. Earl of Lonsdale (1852)
- Granville George Leveson-Gower, 2. Earl Granville (1852–1854)
- John Russell, 1. Earl Russell (1854–1855)
- Granville George Leveson-Gower, 2. Earl Granville (1855–1858)
- James Gascoyne-Cecil, 2. Marquess of Salisbury (1858–1859)
- Granville George Leveson-Gower, 2. Earl Granville (1859–1866)
- Richard Temple-Nugent-Brydges-Chandos-Grenville, 3. Duke of Buckingham and Chandos (1866–1867)
- John Spencer-Churchill, 7. Duke of Marlborough (1867–1868)
- George Robinson, 1. Marquess of Ripon (1868–1873)
- Henry Bruce, 1. Baron Aberdare (1873–1874)
- Charles Gordon-Lennox, 6. Duke of Richmond (1874–1880)
- John Spencer, 5. Earl Spencer (1880–1883)
- Chichester Parkinson-Fortescue, 1. Baron Carlingford (1883–1885)
- Gathorne Gathorne-Hardy, 1. Earl of Cranbrook (1885–1886)
- John Spencer, 5. Earl Spencer (1886)
- Gathorne Gathorne-Hardy, 1. Earl of Cranbrook (1886–1892)
- John Wodehouse, 1. Earl of Kimberley (1892–1894)
- Archibald Philip Primrose, 5. Earl of Rosebery (1894–1895)
- Spencer Cavendish, 8. Duke of Devonshire (1895–1903)
- Charles Vane-Tempest-Stewart, 6. Marquess of Londonderry (1903–1905)
- Robert Crewe-Milnes, 1. Marquess of Crewe (1905–1908)
- Edward Marjoribanks, 2. Baron Tweedmouth (1908)
- Henry Fowler, 1. Viscount Wolverhampton (1908–1910)
- William Lygon, 7. Earl Beauchamp (1910)
- John Morley, 1. Viscount Morley of Blackburn (1910–1914)
- William Lygon, 7. Earl Beauchamp (1914–1915)
- Robert Crewe-Milnes, 1. Marquess of Crewe (1915–1916)
- George Curzon, 1. Marquess Curzon of Kedleston (1916–1919)
- Arthur James Balfour, 1. Earl of Balfour (1919–1922)
- James Gascoyne-Cecil, 4. Marquess of Salisbury (1922–1924)
- Charles Cripps, 1. Baron Parmoor (1924)
- George Curzon, 1. Marquess Curzon of Kedleston (1924–1925)
- Arthur James Balfour, 1. Earl of Balfour (1925–1929)
- Charles Cripps, 1. Baron Parmoor (1929–1931)
- Stanley Baldwin (1931–1935)
- Ramsay MacDonald (1935–1937)
- Edward Wood, 1. Earl of Halifax (1937–1938)
- Douglas Hogg, 1. Viscount Hailsham (1938)
- Walter Runciman, 1. Viscount Runciman of Doxford (1938–1939)
- James Stanhope, 7. Earl Stanhope (1939–1940)
- Neville Chamberlain (1940)
- John Anderson, 1. Viscount Waverley (1940–1943)
- Clement Attlee (1943–1945)
- Frederick Marquis, 1. Earl of Woolton (1945)
- Herbert Stanley Morrison (1945–1951)
- Christopher Addison, 1. Viscount Addison (1951)
- Frederick Marquis, 1. Earl of Woolton (1951–1952)
- Robert Gascoyne-Cecil, 5. Marquess of Salisbury (1952–1957)
- Alec Douglas-Home, 14. Earl of Home (1957)
- Quintin Hogg, 2. Viscount Hailsham (1957–1959)
- Alec Douglas-Home, 14. Earl of Home (1959–1960)
- Quintin Hogg, 2. Viscount Hailsham (1960–1964)
- Herbert Bowden (1964–1966)
- Richard Crossman (1966–1968)
- Fred Peart, Baron Peart (1968–1970)
- William Whitelaw (1970–1972)
- Robert Carr, Baron Carr of Hadley (1972)
- James Prior (1972–1974)
- Edward Short (1974–1976)
- Michael Foot (1976–1979)
- Christopher Soames, Baron Soames (1979–1981)
- Francis Pym (1981–1982)
- John Biffen (1982–1983)
- William Whitelaw, 1. Viscount Whitelaw (1983–1988)
- John Wakeham (1988–1989)
- Geoffrey Howe (1989–1990) (zurückgetreten)
- John MacGregor, Baron MacGregor of Pulham Market (1990–1992)
- Tony Newton (1992–1997)
- Ann Taylor, Baroness Taylor of Bolton (1997–1998)
- Margaret Beckett (1998–2001)
- Robin Cook (2001–2003) (zurückgetreten)
- John Reid (2003)
- Gareth Williams, Baron Williams of Mostyn (2003) (im Amt verstorben)
- Valerie Amos, Baroness Amos (2003–2007)
- Catherine Ashton, Baroness Ashton of Upholland (2007–2008)
- Janet Royall, Baroness Royall of Blaisdon (2008–2009)
- Peter Mandelson, Baron Mandelson (2009–2010)
- Nick Clegg (2010–2015)
- Chris Grayling (2015–2016)
- David Lidington (2016–2017)
- Andrea Leadsom (2017–2019)
- Mel Stride (Mai 2019–Juli 2019)
- Jacob Rees-Mogg (Juli 2019-Februar 2022)
- Mark Spencer (Februar 2022–September 2022)
- Penny Mordaunt (September 2022-Juli 2024)
- Lucy Powell (seit 5. Juli 2024)